# Mohammed Saleh
Mohammed Nuaman Abdelfatah Saleh (in arabo محمد نعمان عبد الفتح صالح‎?; 18 luglio 1993) è un calciatore palestinese, difensore dell'Al-Rayyan e della nazionale palestinese.

## Caratteristiche tecniche
Saleh è un difensore centrale, in grado di agire da terzino destro. La sua abilità nel gioco aereo lo rende un avversario pericoloso su palla inattiva.

## Carriera

### Club
Il 22 giugno 2018 lascia la Palestina, accordandosi a parametro zero con il Floriana a Malta, firmando un contratto annuale con opzione di rinnovo per un'ulteriore stagione. Esordisce con il Floriana il 18 agosto contro l'Ħamrun Spartans, diventando il primo calciatore palestinese a giocare nel campionato maltese.
Il 30 gennaio 2019 viene tesserato dall'Al-Masry, con cui sottoscrive un accordo valido fino al 2022. Ad aprile subisce un grave infortunio al ginocchio, che gli fa chiudere la stagione in anticipo. Il 1º ottobre 2021 firma un biennale con l'El Qanah, nella seconda divisione egiziana.

### Nazionale
Esordisce in nazionale il 5 ottobre 2016 contro il Tagikistan (3-3 il finale), in amichevole. Il 26 dicembre 2018 viene incluso dal CT Ould Ali tra i 23 convocati alla Coppa d'Asia 2019. Esordisce nella competizione il 6 gennaio contro la Siria, venendo espulso nella seconda frazione di gioco per somma di ammonizioni.
Nel 2023 viene nuovamente convocato per la Coppa d'Asia.

## Statistiche

### Presenze e reti nei club
Statistiche aggiornate al 15 luglio 2023.
| Stagione        | Squadra                | Campionato      | Campionato | Campionato | Coppe nazionali | Coppe nazionali | Coppe nazionali | Coppe continentali | Coppe continentali | Coppe continentali | Altre coppe | Altre coppe | Altre coppe | Totale | Totale |
| Stagione        | Squadra                | Comp            | Pres       | Reti       | Comp            | Pres            | Reti            | Comp               | Pres               | Reti               | Comp        | Pres        | Reti        | Pres   | Reti   |
| --------------- | ---------------------- | --------------- | ---------- | ---------- | --------------- | --------------- | --------------- | ------------------ | ------------------ | ------------------ | ----------- | ----------- | ----------- | ------ | ------ |
| 2018-gen. 2019  | Floriana               | PL              | 6          | 0          | CM              | 0               | 0               | -                  | -                  | -                  | -           | -           | -           | 6      | 0      |
| gen.-giu. 2019  | Al-Masry               | PL              | 7          | 1          | CE              | 0               | 0               | CC                 | 0                  | 0                  | -           | -           | -           | 7      | 1      |
| 2019-2020       | Al-Masry               | PL              | 0          | 0          | CE              | 0               | 0               | CC                 | 0                  | 0                  | -           | -           | -           | 0      | 0      |
| 2020-2021       | Al-Masry               | PL              | 2          | 0          | CE              | 1               | 0               | -                  | -                  | -                  | -           | -           | -           | 3      | 0      |
| Totale Al-Masry | Totale Al-Masry        | Totale Al-Masry | 9          | 1          |                 | 1               | 0               |                    | 0                  | 0                  |             | -           | -           | 10     | 1      |
| 2021-gen. 2022  | El Qanah               | SD              | 7          | 1          | CE              | 0               | 0               | -                  | -                  | -                  | -           | -           | -           | 7      | 1      |
| gen.-ago. 2022  | El Sharkia Lel Dokhan  | PL              | 22         | 9          | CE              | 0               | 0               | -                  | -                  | -                  | -           | -           | -           | 22     | 9      |
| 2022-2023       | Al-Ittihad Alessandria | PL              | 15         | 0          | CE              | 0               | 0               | -                  | -                  | -                  | -           | -           | -           | 15     | 0      |
| Totale carriera | Totale carriera        | Totale carriera | 59         | 11         |                 | 1               | 0               |                    | 0                  | 0                  |             | -           | -           | 60     | 11     |

### Cronologia presenze e reti in nazionale
| Cronologia completa delle presenze e delle reti in nazionale ― Palestina | Cronologia completa delle presenze e delle reti in nazionale ― Palestina | Cronologia completa delle presenze e delle reti in nazionale ― Palestina | Cronologia completa delle presenze e delle reti in nazionale ― Palestina | Cronologia completa delle presenze e delle reti in nazionale ― Palestina | Cronologia completa delle presenze e delle reti in nazionale ― Palestina | Cronologia completa delle presenze e delle reti in nazionale ― Palestina | Cronologia completa delle presenze e delle reti in nazionale ― Palestina |
| Data                                                                     | Città                                                                    | In casa                                                                  | Risultato                                                                | Ospiti                                                                   | Competizione                                                             | Reti                                                                     | Note                                                                     |
| ------------------------------------------------------------------------ | ------------------------------------------------------------------------ | ------------------------------------------------------------------------ | ------------------------------------------------------------------------ | ------------------------------------------------------------------------ | ------------------------------------------------------------------------ | ------------------------------------------------------------------------ | ------------------------------------------------------------------------ |
| 5-10-2016                                                                | Dušanbe                                                                  | Tagikistan                                                               | 3 – 3                                                                    | Palestina                                                                | Amichevole                                                               | -                                                                        | 90+2’                                                                    |
| 10-11-2016                                                               | Beirut                                                                   | Libano                                                                   | 1 – 1                                                                    | Palestina                                                                | Amichevole                                                               | -                                                                        |                                                                          |
| 22-3-2018                                                                | Riffa                                                                    | Bahrein                                                                  | 0 – 0                                                                    | Palestina                                                                | Amichevole                                                               | -                                                                        |                                                                          |
| 27-3-2018                                                                | Mascate                                                                  | Oman                                                                     | 1 – 0                                                                    | Palestina                                                                | Qual. Coppa d'Asia 2019                                                  | -                                                                        |                                                                          |
| 8-5-2018                                                                 | Bassora                                                                  | Iraq                                                                     | 0 – 0                                                                    | Palestina                                                                | Amichevole                                                               | -                                                                        |                                                                          |
| 11-5-2018                                                                | Al Kuwait                                                                | Kuwait                                                                   | 2 – 0                                                                    | Palestina                                                                | Amichevole                                                               | -                                                                        | 87’                                                                      |
| 6-9-2018                                                                 | Biškek                                                                   | Kirghizistan                                                             | 1 – 1                                                                    | Palestina                                                                | Amichevole                                                               | -                                                                        |                                                                          |
| 16-11-2018                                                               | Al-Ram                                                                   | Palestina                                                                | 2 – 1                                                                    | Pakistan                                                                 | Amichevole                                                               | -                                                                        |                                                                          |
| 20-11-2018                                                               | Haikou                                                                   | Cina                                                                     | 1 – 1                                                                    | Palestina                                                                | Amichevole                                                               | -                                                                        |                                                                          |
| 24-12-2018                                                               | Doha                                                                     | Iran                                                                     | 1 – 1                                                                    | Palestina                                                                | Amichevole                                                               | -                                                                        |                                                                          |
| 28-12-2018                                                               | Doha                                                                     | Iraq                                                                     | 1 – 0                                                                    | Palestina                                                                | Amichevole                                                               | -                                                                        |                                                                          |
| 6-1-2019                                                                 | Sharja                                                                   | Siria                                                                    | 0 – 0                                                                    | Palestina                                                                | Coppa d'Asia 2019 - 1º turno                                             | -                                                                        | 43’, 69’                                                                 |
| 15-1-2019                                                                | Abu Dhabi                                                                | Palestina                                                                | 0 – 0                                                                    | Giordania                                                                | Coppa d'Asia 2019 - 1º turno                                             | -                                                                        |                                                                          |
| 15-6-2021                                                                | Riad                                                                     | Palestina                                                                | 3 – 0                                                                    | Yemen                                                                    | Qual. Mondiali 2022                                                      | -                                                                        |                                                                          |
| 5-9-2021                                                                 | Biškek                                                                   | Palestina                                                                | 2 – 0                                                                    | Bangladesh                                                               | Amichevole                                                               | -                                                                        |                                                                          |
| 1-12-2021                                                                | Al Wakrah                                                                | Marocco                                                                  | 4 – 0                                                                    | Palestina                                                                | Coppa araba FIFA 2021 - 1º turno                                         | -                                                                        |                                                                          |
| 4-12-2021                                                                | Al Rayyan                                                                | Palestina                                                                | 1 – 1                                                                    | Arabia Saudita                                                           | Coppa araba FIFA 2021 - 1º turno                                         | -                                                                        |                                                                          |
| 7-12-2021                                                                | Doha                                                                     | Giordania                                                                | 5 – 1                                                                    | Palestina                                                                | Coppa araba FIFA 2021 - 1º turno                                         | -                                                                        |                                                                          |
| 8-6-2022                                                                 | Ulan Bator                                                               | Mongolia                                                                 | 0 – 1                                                                    | Palestina                                                                | Qual. Coppa d'Asia 2023                                                  | -                                                                        |                                                                          |
| 11-6-2022                                                                | Ulan Bator                                                               | Yemen                                                                    | 0 – 5                                                                    | Palestina                                                                | Qual. Coppa d'Asia 2023                                                  | -                                                                        |                                                                          |
| 14-6-2022                                                                | Ulan Bator                                                               | Palestina                                                                | 4 – 0                                                                    | Filippine                                                                | Qual. Coppa d'Asia 2023                                                  | -                                                                        | 86’                                                                      |
| 25-3-2023                                                                | Al Muharraq                                                              | Bahrein                                                                  | 1 – 2                                                                    | Palestina                                                                | Amichevole                                                               | -                                                                        |                                                                          |
| 14-6-2023                                                                | Surabaya                                                                 | Indonesia                                                                | 0 – 0                                                                    | Palestina                                                                | Amichevole                                                               | -                                                                        | 45’                                                                      |
| 20-6-2023                                                                | Dalian                                                                   | Cina                                                                     | 2 – 0                                                                    | Palestina                                                                | Amichevole                                                               | -                                                                        |                                                                          |
| 16-11-2023                                                               | Sharjah                                                                  | Libano                                                                   | 0 – 0                                                                    | Palestina                                                                | Qual. Mondiali 2026                                                      | -                                                                        |                                                                          |
| 21-11-2023                                                               | Al Kuwait                                                                | Palestina                                                                | 0 – 1                                                                    | Australia                                                                | Qual. Mondiali 2026                                                      | -                                                                        |                                                                          |
| 9-1-2024                                                                 | Al Wakrah                                                                | Arabia Saudita                                                           | 0 – 0                                                                    | Palestina                                                                | Amichevole                                                               | -                                                                        | 46’                                                                      |
| 14-1-2024                                                                | Al Rayyan                                                                | Iran                                                                     | 4 – 1                                                                    | Palestina                                                                | Coppa d'Asia 2023 - 1º turno                                             | -                                                                        | 46’ 90+5’                                                                |
| 18-1-2024                                                                | Al Wakrah                                                                | Palestina                                                                | 1 – 1                                                                    | Emirati Arabi Uniti                                                      | Coppa d'Asia 2023 - 1º turno                                             | -                                                                        |                                                                          |
| 23-1-2024                                                                | Al Wakrah                                                                | Hong Kong                                                                | 0 – 3                                                                    | Palestina                                                                | Coppa d'Asia 2023 - 1º turno                                             | -                                                                        |                                                                          |
| 29-1-2024                                                                | Al Khawr                                                                 | Qatar                                                                    | 2 – 1                                                                    | Palestina                                                                | Coppa d'Asia 2023 - Ottavi di finale                                     | -                                                                        | 48’                                                                      |
| 21-3-2024                                                                | Al Kuwait                                                                | Palestina                                                                | 5 – 0                                                                    | Bangladesh                                                               | Qual. Mondiali 2026                                                      | -                                                                        |                                                                          |
| 6-6-2024                                                                 | Doha                                                                     | Palestina                                                                | 0 – 0                                                                    | Libano                                                                   | Qual. Mondiali 2026                                                      | -                                                                        |                                                                          |
| 11-6-2024                                                                | Perth                                                                    | Australia                                                                | 5 – 0                                                                    | Palestina                                                                | Qual. Mondiali 2026                                                      | -                                                                        |                                                                          |
| 15-10-2024                                                               | Al Rayyan                                                                | Palestina                                                                | 2 – 2                                                                    | Kuwait                                                                   | Qual. Mondiali 2026                                                      | -                                                                        |                                                                          |
| 14-11-2024                                                               | Mascate                                                                  | Oman                                                                     | 1 – 0                                                                    | Palestina                                                                | Qual. Mondiali 2026                                                      | -                                                                        |                                                                          |
| Totale                                                                   |                                                                          | Presenze                                                                 | 36                                                                       |                                                                          | Reti                                                                     | 0                                                                        |                                                                          |